# Ōhinemahuta
La rivière Ōhinemahuta  (en anglais : Ōhinemahuta River), autrefois connue sous le nom de Onamalutu River, est un cours d’eau de la région de  Marlborough dans l’Île du Sud de la Nouvelle-Zélande.

## Géographie
Elle coule initialement vers le nord-est, tournant au sud-est pour atteindre le fleuve Wairau à 5 km au nord-ouest de la ville de Renwick. 

## Nom
En août 2014, le nom de la rivière fut officiellement modifié en  rivière  ‘Ōhinemahuta’. L’ancien nom de la rivière, ’Onamalutu’, fut modifié en ‘Ōhinemahuta’, qui fait référence à l’endroit où l’ancêtre des Rangitāne/Ngāti Mamoe : Hine Mahuta avait vécu.